# مسجد العطارين
جامع العطارين أحد أقدم مساجد الإسكندرية، ويُعتبر واحداً من المعالم الإسلامية بالمدينة. يقع في الشارع الذي يحمل اسمه بحي العطارين العريق. وقد عُرف بهذا الاسم لوقوعه بالقرب من سوق العطارين أحد أشهر أسواق الإسكندرية قديماً. وقد عرف هذا المسجد أيضا باسم الجامع الجيوشي نسبة إلى أمير الجيوشي بدر الدين الجمالي الذي قام بتجديده وتطويره وتوسعته في عام 477 هـ/ 1084 م، بينما بني الجامع لأول مرة عام 370 م ككنيسة باسم القديس أثنانيوس، وهو أحد رموز الكنيسة القبطية الأرثوذكسية.

## تاريخ جامع العطارين
يقع جامع العطارين بشارع جامع العطارين بحي العطارين بمدينة الإسكندرية، ولقد كان هذا الجامع في الأصل كنيسة تعرف باسم كنيسة القديس «أثناثيوس» أقيم عليها بعد الفتح الإسلامي لمصر جامعا صغيرا إلا أنه بمرور الزمن بدأ هذا الجامع في التهدم وتهاوت بعض أسقفه في بداية العصر الفاطمي فلما قدم أمير الجيوش بدر الجمالي إلى مدينة الإسكندرية سنة 477 هـ لإخماد الثورة التي قام بها ابنه الأكبر «الأوحد أبو الحسن» الملقب بمظفر الدولة الذي كان قد تحصن بمدينة الإسكندرية بعد أن ولاه أبيه عليها نزل بدر الجمالي على أبواب المدينة وحاصرها شهرا حتى طلب أهلها الأمان وفتحوا له أبوابها فدخلها وأخذ ابنه أسيرا وعاقب أهل الإسكندرية الذين أيدوا حركة ابنه الأوحد بأن فرض عليهم جميعا مسلمين وأقباط مائة وعشرين ألف دينار حملت إليه فجدد بناء جامع العطارين وقد ذكرت المصادر التاريخية بأنه تم الفراغ من بناء الجامع في ربيع الأول سنة تسع وسبعين وأربعمائة للهجرة وأقيمت به صلاة الجمعة وبإنشاء جامع العطارين أصبح لمدينة الإسكندرية مسجدان جامعان هما الجامع الغربي وهو الجامع العتيق الذي أسسه عمرو بن العاص عند فتحه لمصر وكان يعرف بجامع الألف عمود والجامع الشرقي الجديد أو جامع العطارين، وقد استمر هذا الجامع مسجدا جامعا إلي أن زالت الدولة الفاطمية على يد صلاح الدين الأيوبي الذي أمر ببناء جامعا أخر نقل إليه الخطبة من جامع العطارين.
وقد عرف هذا الجامع بجامع العطارين لوقوعه قرب سوق العطارين كما عرف بالجامع الجيوشي نسبة إلى أمير الجيوش بدر الجمالي الذي تولي تجديده وعمارته، وقد امتنع عن إقامة الخطبة وصلاة الجمعة بجامع العطارين فترة طويلة من الزمن حيث أقيمت فقط بجامع عمرو بن العاص أو الجامع الغربي حتى عهد الناصر محمد بن قلاوون الذي أعاد إقامة الخطبة وصلاة الجمعة به.
وقد تعرض جامع العطارين لبعض الأضرار حيث سقط عمود من أعمدته في 11 ذي القعدة سنة 772 هـ وتكسر ولم يحدث بسقوطه أي ضرر وفي المحرم سنة 773 هـ رمم جامع العطارين وكسي بالبياض وكان في صحنه روضة خضراء كتقليد كان متبعا بمساجد المغرب والأندلس، إلا أن جامع العطارين لم يلق عناية كافية في أواخر العصر المملوكي والعصر العثماني فتصدعت جدرانه وتهاوي سقفه فلما تولي الخديوي عباس حلمي الثاني الحكم أمر بتجديد عمارة الجامع سنة 1901 م وبذلك لم يتبق من عمارته الأولي سوي البقعة التي أسس عليها واللوحة التي تضم النص التأسيسي للجامع والتي تدل على تأسيس الجامع في عصر بدر الجمالي.
التخطيط المعماري العام للجامع:
يتكون التخطيط المعماري العام للجامع من مساحة مستطيلة تبدو من الخارج مثلثة الشكل حيث يتصدر قمة المثلث من الخارج بالناحية الجنوبية الشرقية كتلة المئذنة، وللجامع واجهتان هما الواجهة الشمالية الشرقية وهي الواجهة الرئيسية ويقع بها المدخل الرئيسي للجامع الذي يقع بالطرف الشمالي للواجهة، كما يوجد بالطرف الشرقي للواجهة مدخل أخر يؤدي إلى القبة الضريحية كتب أعلي هذا المدخل كتابة نصها:
«هذا ضريح سيدي محمد بن سليمان بن خالد بن الوليد جدد سنة 1319»
أما الواجهة الجنوبية الغربية فإنه يقع بها ثماني محلات تجارية كانت موقوفة على الجامع للصرف من ريعها عليه ويقع بالطرف الغربي للواجهة مدخل أخر يؤدي إلى روضة الجامع ويعلو هذا المدخل كتابة على العتب نصها:
«جدد هذا المسجد المبارك في عصر خديوي مصر عباس حلمي الثاني أدام الله أيامه سنة 1319 هـ»
هذا ويتوج واجهات الجامع من أعلي صف من الشرافات على هيئة ورقة نباتية سباعية الفصوص.
أما الجامع من الداخل فإنه يتكون من طابقين خصص الطابق الأرضي لصلاة الرجال بينما خصص الطابق الأول لصلاة النساء، يتكون الطابق الأرضي من الداخل من مساحة مستطيلة هي بيت الصلاة يتوسطها أربع دعامات حجرية أدمج بكل منها عمودين من الرخام تحمل عقودا مخموسة وقد غطي سقف الجزء الأوسط من الجامع بمنور أو شخشيخة فتح بكل ضلع من أضلاعها أربع فتحات نوافذ من الجص وأسفل سقف الجزء الأوسط شريط كتابي من آيات قرآنية من سورة الفتح، ويتصدر الناحية الجنوبية الشرقية حنية المحراب ويجاورها منبر الجامع وقد زخرف سقف الجامع كله بزخارف ملونة قوامها زخارف نباتية وهندسية رائعة.
ويوجد بالطرف الشرقي للجدار الجنوبي الشرقي فتحة مستطيلة تؤدي إلى القبة الضريحية الملحقة للجامع وهي عبارة عن حجرة مربعة يتوسط أرضيتها تركيبة من الخشب ويغطي سقفها قبة حجرية محمولة على مثلثات كروية وقد زخرفت خوذة القبة من الداخل بزخارف نباتية ملونة وقد فتح بكل جدار من جدران القبة الضريحية ما عدا الجدار الجنوبي الشرقي قمرية من الجص الملون زخرفت على شكل وريده.
وبصدر القبة الضريحية بالناحية الجنوبية الشرقية فتحة مستطيلة تؤدي إلي حجرة صغيرة مستطيلة بصدرها النص التأسيسي للجامع ويرجع تاريخه إلى عصر بدر الجمالي الفاطمي وهو عبارة عن لوحة مستطيلة بداخلها كتابة بالخط الكوفي نصها:
«بسم الله الرحمن الرحيم إنما يعمر مساجد الله من أمن بالله واليوم الآخر وأقام الصلاة وأتي الزكاة ولم يخش إلا الله مما أمر بإنشائه السيد الآجل أمير الجيوش سيف الإسلام ناصر الإمام كافل قضاة المسلمين وهادي دعاة المؤمنين أبو النجم بدر المستنصري عند حلول ركابه الإسكندرية ومشاهدته هذا الجامع خرابا فرأي بحسن ولائه ودينه تجديده زلفا إلى الله تعالي وذلك في ربيع الأول سنة سبع وسبعين وأربع مائة»
وهذا ويوجد بالناحية الجنوبية الغربية من بيت الصلاة فتحة باب تؤدي إلى روضة الجامع وهي عبارة عن مساحة مستطيلة مكشوفة غرس بها بعض الأشجار وبلطت جدرانها ببلاطات من القاشاني الرائع والفائق الجمال يشبه في زخرفته وألوانه بلاطات الزليج المغربي الطراز وهو باللون الأبيض المزخرف بزخارف ملونة باللون الأزرق.
أما الطابق الأول للجامع والذي خصص لصلاة النساء فإنه يتوصل إليه من خلال سلم صاعد بالطرف الشمالي لبيت الصلاة ويتكون تخطيط هذا الطابق من مساحة مستطيلة تطل على بيت الصلاة بالطابق الأرضي من خلال شرفة من الجص محمولة على ثلاث أعمدة من الرخام بالطابق الأرضي.

## وصف المسجد
وصف الرحالة هذا المسجد وأشاروا إلى شكله المنتظم وبفنائه الداخلي الذي تدور به الألوان ذات البوائك.. ويتوسط صحنه أشجار وميضأة..
وقد ذكر تر ويلو في سنة 1669م أنه كان يقوم على كل ركن من أركانه الأربعة مئذنة مرتفعة..
وفي كتاب وصف مصر وصف للزخارف الرائعة المحفورة في الرخام والجرانيت والمرسومة بالفسيفساء.
ويتكون المسجد الحالي من مساحة مستطيلة تبدو من الخارج مثلثة الشكل حيث يتصدر قمة المثلث من الخارج بالناحية الجنوبية الشرقية كتلة المئذنة..
وللجامع واجهتان هما الواجهة الشمالية الشرقية وهي الواجهة الرئيسية ويقع بها المدخل الرئيسي للجامع الذي يقع بالطرف الشمالي للواجهة.
ويتكون الجامع من الداخل من طابقين خصص الطابق الأرضي لصلاة الرجال بينما خصص الطابق الأول للنساء
ويوجد بالطرف الشرقي لواجهة المسجد مدخل آخر يؤدي إلى القبة الضريحية وقد كتب أعلى هذا المدخل هذا النص
«هذا ضريح سيدي محمد بن سليمان بن خالد بن الوليد.. جدد سنة 1319».
أما الواجهة الجنوبية الغربية فيقع بها مجموعة من المحلات كانت موقوفة على المسجد للصرف من ريعها عليه.
ويقع بالطرف الغربي للواجهة مدخل آخر يؤدي إلى روضة الجامع ويعلوه هذه الكتابة
«جدد هذا المسجد المبارك في عصر خديوي مصر عباس حلمي أدام الله أيامه سنة 1319هـ».
ويتوج شرفات المسجد من أعلى صف من الشرفات على هيئة ورقة نباتية سباعية الفصوص
ويوجد بالناحية الجنوبية الغربية من بيت الصلاة فتحة باب تؤدي إلى روضة الجامع وهي عبارة عن مساحة مستطيلة مكشوفة غرس بها بعض الأشجار
وبلطت الجدران بالقيشاني الملون بألوان جميلة

## معرض صور

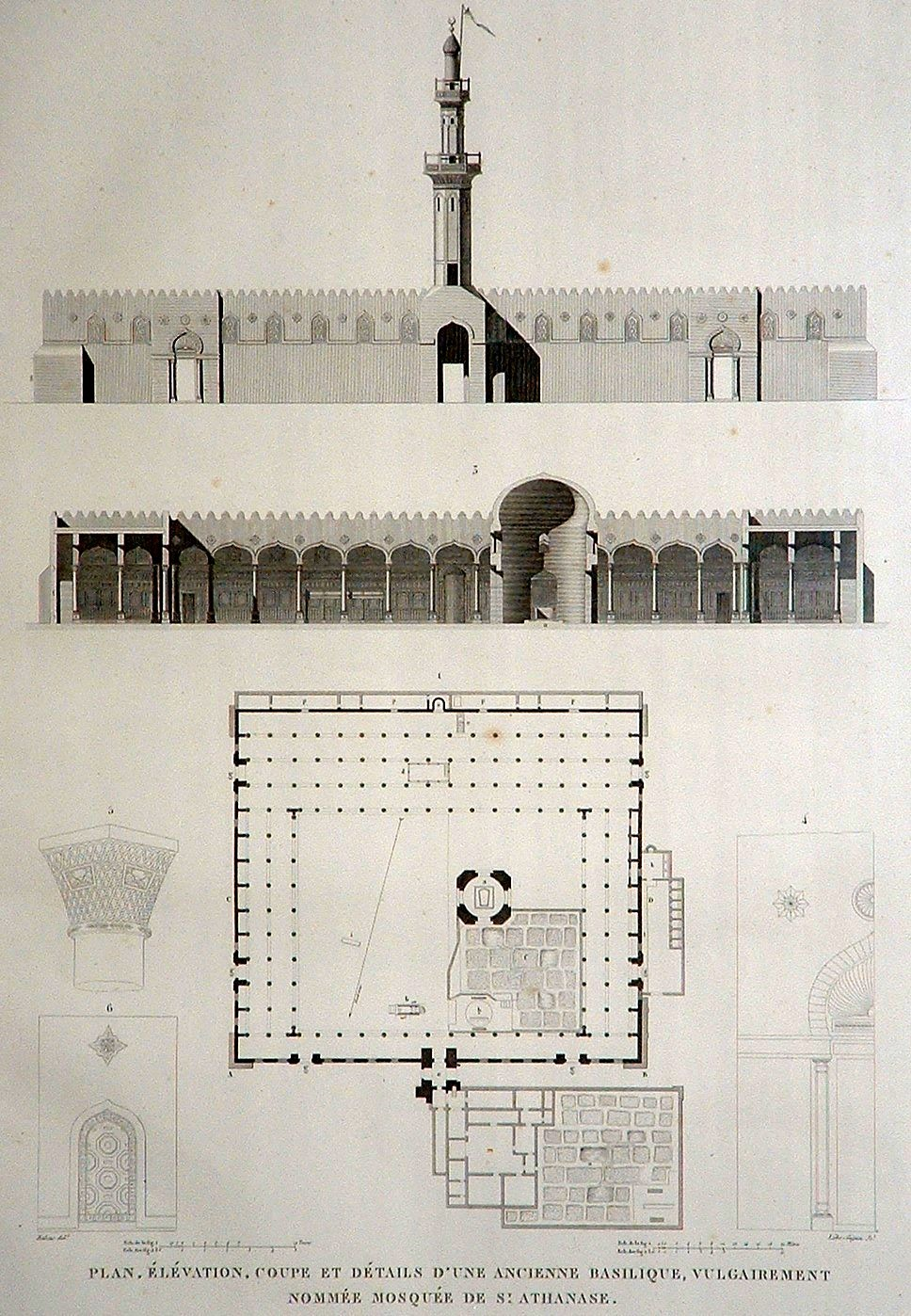
مخطط للجامع رسم سنة 1798م ونشر سنة 1821م
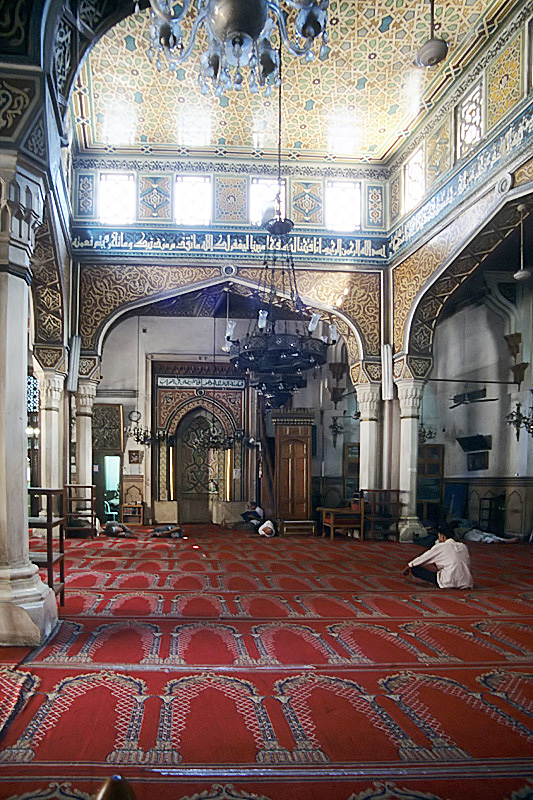
الجامع بالداخل
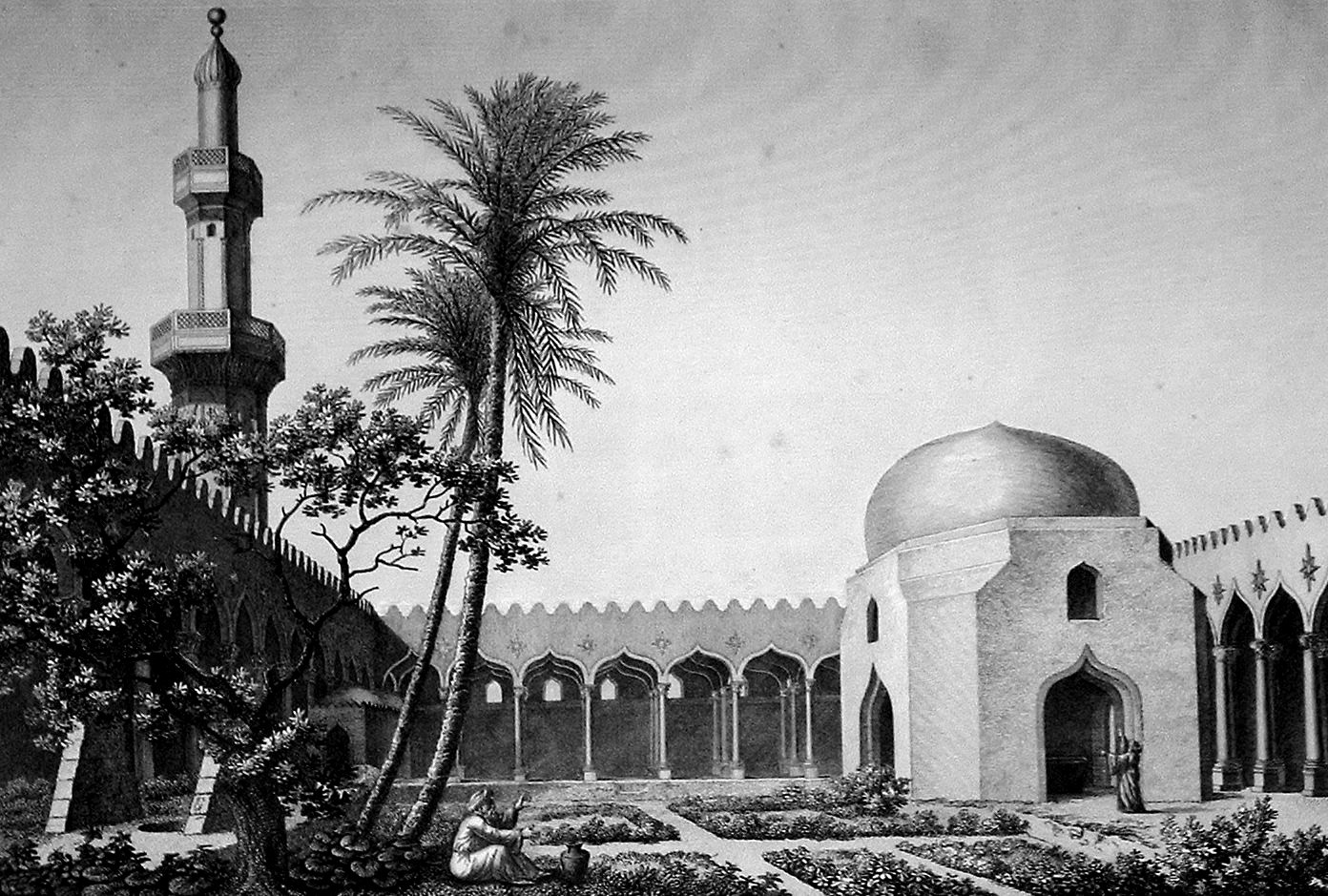
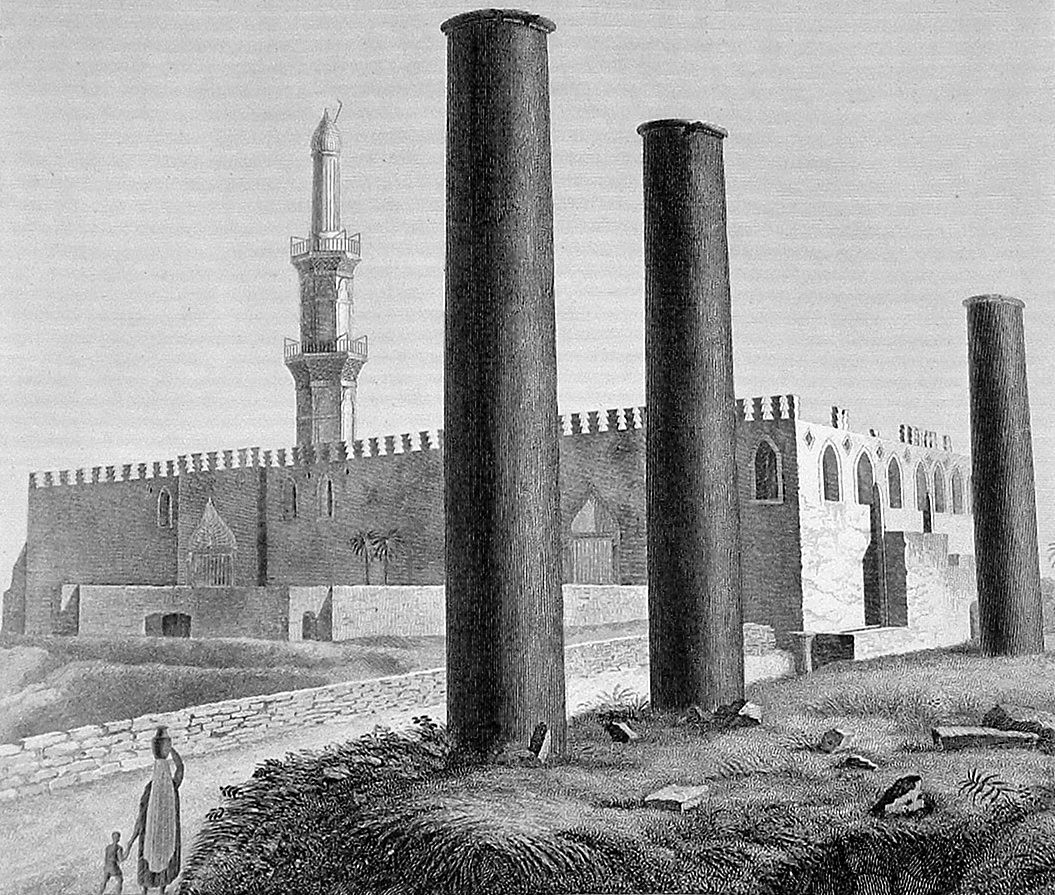
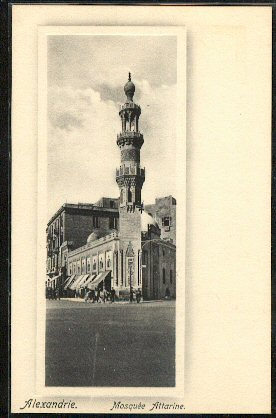
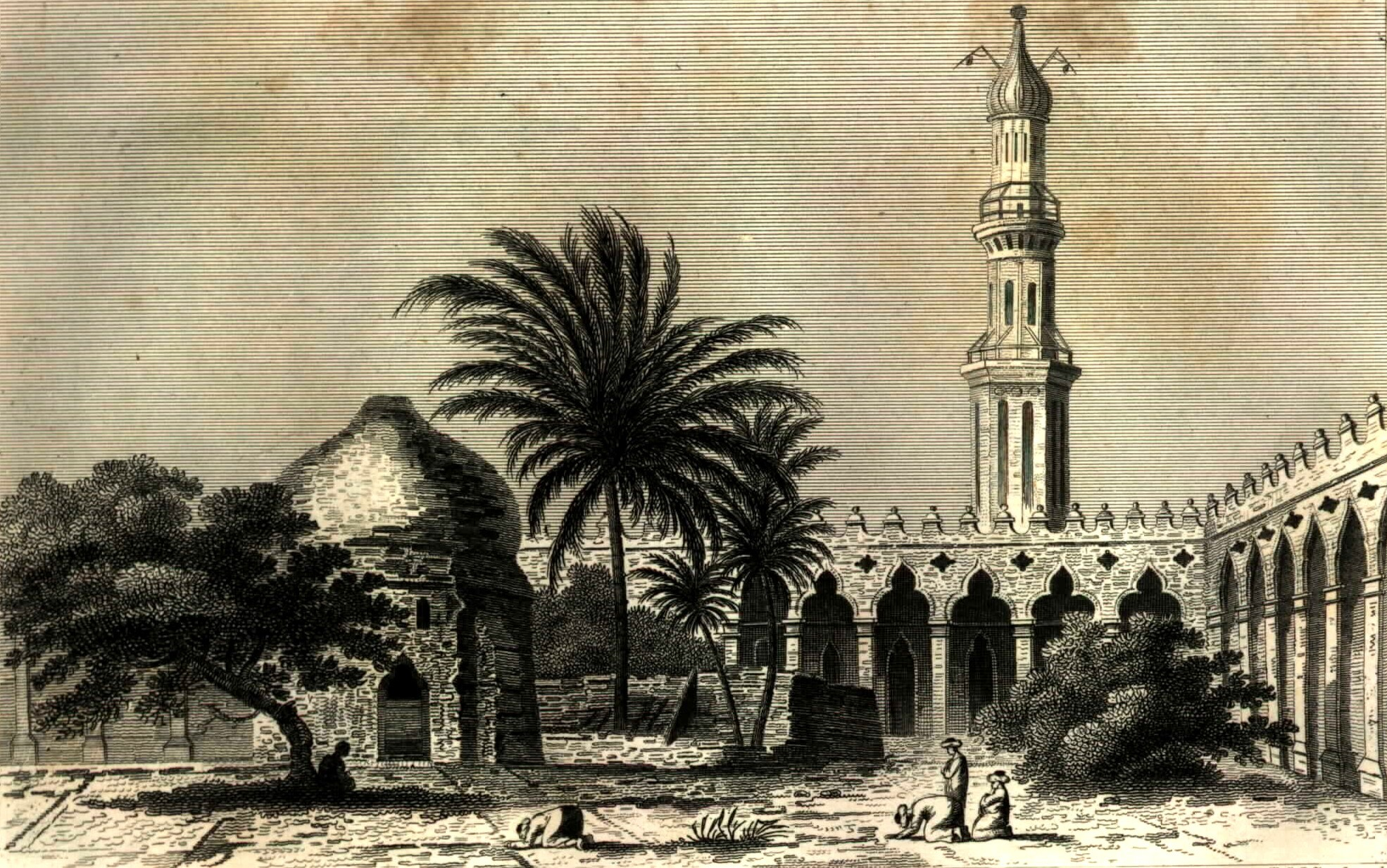